# سانتياغو كوهل
سانتياغو كوهل (بالإسبانية: Santiago Kuhl)‏ هو لاعب كرة قدم أرجنتيني في مركز الوسط، ولد في 21 أكتوبر 1981 في بوينس آيرس في الأرجنتين. شارك مع منتخب الأرجنتين تحت 20 سنة لكرة القدم. أما مع النوادي، فقد لعب مع أرجنتينوس جونيورز ونادي سبتة ونادي لوزيرن ونادي لوكارنو ونادي ليغانيس.